# União das Freguesias de Moledo e Cristelo
Die União das Freguesias de Moledo e Cristelo ist eine portugiesische Gemeinde (Freguesia) im Kreis (Concelho) Caminha im Nordwesten Portugals.

## Geschichte
Die Gemeinde entstand im Zuge der Gebietsreform vom 29. September 2013 durch die Zusammenlegung der ehemaligen Gemeinden Moledo und Cristelo. Moledo wurde Sitz der neuen Verwaltung.

## Demographie
| Freguesia | Freguesia         | Freguesia | Freguesia       | ehemalige Freguesias | ehemalige Freguesias | ehemalige Freguesias | ehemalige Freguesias |
| --------- | ----------------- | --------- | --------------- | -------------------- | -------------------- | -------------------- | -------------------- |
| Wappen    | Freguesia         | Einwohner | Fläche in (km²) | Wappen               | Freguesia            | Einwohner            | Fläche in (km²)      |
|           | Moledo e Cristelo | 1490      | 10,36           |                      | Moledo               | 1318                 | 7,02                 |
|           | Moledo e Cristelo | 1490      | 10,36           | Cristelo             | 244                  | 3,31                 |                      |